# Centr
Centr (стилизовано как CENTR; изначально «Центр») — российская рэп-группа из Москвы, образованная Алексеем Долматовым («Гуф») и Николаем Никулиным («Принцип») в 2004 году.
В 2004 году после записи демо-альбома «Подарок» «Принцип» покинул проект из-за проблем с законом. В 2006 году к группе присоединились Давид Нуриев («Птаха») и Вадим Мотылев (Slim), с которыми «Гуф» записал три альбома: «Качели» (2007), «Эфир в норме» (2008) и «Система» (2016). За музыку в группе отвечал Slim, а тексты каждый писал себе сам.
В августе 2009 года Guf покинул коллектив после ссоры с остальными участниками. Оставшись вдвоём, Птаха и Slim записали от имени группы совместный альбом с рэп-командой «Легенды про…» — «Легенды про…Centr» (2011). В 2014 году было объявлено о воссоединении группы в старом составе. 14 мая 2016 года группа дала последний концерт во Франкфурте-на-Майне и официально объявила о распаде.
Является лауреатом и номинантом различных музыкальных премий. В 2008 году группа победила в номинации «Лучший хип-хоп-проект» на церемонии MTV Russia Music Awards за «Город дорог» (при участии Басты). В 2009 году «Эфир в норме» был выбран читателями портала Rap.ru «Лучшим альбомом 2008 года», а сама группа названа «Артистом года». В 2010 году распад группы Centr стал «Хип-хоп-событием года» на премии Russian Street Awards. В 2012 году альбом «Легенды про…Centr» был выбран участниками интернет-голосования «Лучшим альбомом года» на хип-хоп-премии Stadium RUMA 2012.

## История

### 2004—2006: Формирование состава
Группа «Центр» была образована в 2004 году двумя московскими рэперами, известными как «Гуф» (aka Rolexx) (Алексей Долматов) и «Принцип» (Николай Никулин). В таком составе они записали демо-альбом под названием «Подарок». Тираж составил всего 13 экземпляров, которые были презентованы самым близким друзьям на Новый год.
В 2004 году Никулин был осужден за воровство и провёл в тюрьме около года, освободившись в 2005 году. На его место Гуф взял рэпера «Птаху» (Давид Нуриев) (экс-«Отверженные»), с которым записал в 2003 году совместную композицию «Хлоп-хлоп» для своего дебютного альбома.
В 2006 году к дуэту присоединился рэпер Slim (Вадим Мотылев) (экс-«Дымовая завеса»), с которым Гуф записал в 2002 году совместную композицию «Свадьба» для альбома рэп-группы «Дымовая завеса». Помимо этого в 2003 году Slim создал музыку для песен «Кто как играет» и «Вождь» для дебютного альбома Гуфа.

### 2006—2008: «Качели» и «Эфир в норме»
В 2006 году участники коллектива «Центр» (Guf, Slim и Птаха) записали песни «Мутные замуты», «Зима», а также «Жара 77» для фильма «Жара».
В августе 2006 года участники группы «Центр» открыли собственную студию звукозаписи «ЦАО Records» (м. Белорусская, ул. Лесная, 27). Первым релизом, записанным на студии, стал альбом «Этажи» рэп-группы «Дымовая завеса». Следом за неделю был записан дебютный альбом Гуфа — «Город дорог», который был выпущен музыкальным издательством «Монолит Рекордс» на компакт-дисках 24 марта 2007 года.
В 2007 году после выхода альбома «Город дорог» группа сменила название с «Центр» на Centr в связи с тем, что её изначальное название совпадало с названием известной советско-российско-американской группы «Центр» Василия Шумова, существующей с конца 1970-х годов. Нынешнее название группы — Centr — противоречит нормам английского языка: оно намеренно написано с грамматической ошибкой, в нём пропущена буква «e» в конце слова.
25 октября 2007 года музыкальное издательство «Монолит Рекордс» выпустило на компакт-дисках дебютный альбом группы Centr — «Качели». Альбом был записан на студии «ЦАО Records». В записи альбома приняли участие рэперы «Принцип», «Стриж», «Баста», «5 Плюх», TanDem Foundation, «Рома Жиган» («Чума» из G77), «Бледный» («Иезекииль 25:17»), Fame, «Джино» («1000 слов»). Музыку для альбома создал Slim (кроме «Всем берегам» — «Баста»), а тексты каждый написал себе сам. Темы большинства песен связаны с употреблением наркотических веществ. В поддержку выхода альбома режиссёр Резо Гигинейшвили снял видеоклип на песню «Город дорог» (при участии Басты), который был презентован на телеканале A-One 5 апреля 2008 года.
9 января 2008 года группа выступила на Горбушке для программы «День артиста» на телеканале «A-ONE», а 21 июня команда вышла на сцену на фестивале Splash! in Russia в скейт-парке «Адреналин». 28 ноября группа победила в номинации «Лучший хип-хоп-проект» на церемонии MTV Russia Music Awards за «Город дорог» (при участии Басты).
21 октября 2008 года музыкальное издательство «Монолит Рекордс» выпустило на компакт-дисках второй альбом группы Centr — «Эфир в норме». Альбом записывался на студии Rap City в перерывах между гастролями, а сводился Слимом в домашних условиях. В записи альбома приняли участие рэперы «Принцип», TanDem Foundation, «Стриж», «5 Плюх», «Валик Словетский» («Константа»), Fame, Тати, «Ноггано», «Смоки Мо». Музыку для альбома создал Slim (кроме «Ночь» — Slim & «Ант», «Качели. Часть 2» — «Ноггано», «Трафик» — «Смоки Мо»), а тексты каждый написал себе сам. В своих текстах участники признаю́тся, как и какие наркотические вещества они употребляли (см. сленг наркоманов).
20 февраля 2009 года компания «Монолит» выпустила на DVD «Эфир в норме», в основе которого лежит концерт группы в московском клубе Tuning Hall 22 октября 2008 года, где был презентован их второй альбом «Эфир. В норме».

### 2009—2013: Уход Guf’а и «Легенды про…Centr»
Летом 2009 бывший участник группы, «Принцип», снова был осужден.
В августе 2009 года Guf покинул коллектив после ссоры с остальными участниками. По мнению Птахи, к распаду привели некие загадочные события 6 июня 2009 года в Луганске. Несмотря на это, следуя обязательствам контракта, осенью Гуф отдельно от остальных принял участие в съёмках видеоклипа на песню «Легко ли быть молодым» с альбома «Эфир в норме».
В сентябре 2009 года вышел дебютный альбом Слима «Холодно» и видеоклип на одноимённый трек. В октябре вышел и дебютный альбом Птахи «Ни о чём». 1 декабря вышел второй студийный альбом Гуфа — «Дома».
В январе 2010 года Птаха вновь заявил о том, что группа распалась, а её участники будут заниматься сольной карьерой. Также в своём обращении рэпер заявил о том, что он сменил свой псевдоним на «Зануда», и весной выйдет его новый альбом под названием «Папиросы!». 21 апреля распад группы Centr победил в номинации «Хип-хоп-событие года» на первой национальной премии в области хип-хоп-культуры Russian Street Awards. Оставшись вдвоём, «Птаха» и Slim продолжили концертную деятельность. 17 июня 2010 года компания «Монолит» выпустила сборник mp3 и DVD группы Centr. Компиляция состоит из двух альбомов группы и дебютного альбома Гуфа, а также ранее неизданных треков. DVD состоит из 16 клипов как на треки группы Centr, так и на сольные композиции. Пресс-служба «Монолита» также сообщила о том, что выход нового альбома запланирован на осень 2010 года. 29 июля группа в лице Птахи и Слима выступила на разогреве у американской рэп-группы Wu-Tang Clan в московском клубе Аrena Moscow.
21 ноября 2011 года компания «Мистерия звука» выпустила на компакт-дисках совместный альбом Centr с рэп-группой «Легенды про…» — «Легенды про…Centr». Альбом был записан на студии «ЦАО Records». В записи альбома приняли участие рэперы «Тато» и «Словетский». Музыку для альбома создали Slim, Ahimas, IgnatBeatz, Erzo, «Пёс», Dani, Miko, а тексты каждый написал себе сам..
24 марта 2012 года прошла хип-хоп-премия Stadium RUMA 2012, на которой альбом «Легенды про…Centr» был выбран участниками интернет-голосования «Лучшим альбомом года», а Slim победил в номинации «Артист года».

### 2014—2015: Воссоединение группы
В феврале 2014 года Guf и Slim появились в качестве гостей в треке «Зимняя» в альбоме рэп-группы «Каспийский груз». Это была их первая совместная работа после пяти лет ссоры. В последовавшем интервью для сайта Rap.ru участники группы «Каспийский груз» раскрыли, что трек был сведён воедино с согласия обоих экс-участников группы Centr. После этого в Инстаграме Слима появилась загадочная фотография и комментарий к ней, где по очертаниям виден Guf и несколько строчек к фотографии. Позже в Инстаграме Птахи появились две фотографии, на одной из которых Slim и Птаха, а на другой — та самая троица. 28 апреля в альбоме Зануды (Птахи) «По низам» появился второй намёк на возвращение группы — трек «Город-убийца», записанный вместе с Гуфом. Через некоторое время на неё вышел видеоклип. После продолжительной беседы Птаха, Guf и Slim помирились и решили вернуть проект Centr. 2 октября группа выступила с композицией «Качели» на презентации совместного альбома Гуфа и Ригоса «4:20». Также на концерте было объявлено, что новый альбом уже готов примерно наполовину. Позже Птаха пояснил, что на самом деле записаны лишь три трека, а также рассказал о том, как было решено возродить группу.
В 2014 году студия звукозаписи «ЦАО Records» стала букинг-агентством, занимающимся организацией концертов клиентов студии. 7 октября группа Centr в полном составе исполнила новую композицию «Виражи» в передаче «Вечерний Ургант» на «Первом канале». Новый сингл вышел на iTunes 14 октября, а видеоклип на него появился 10 декабря, собрав со временем несколько миллионов просмотров.
13 февраля 2015 года вышел видеоклип на композицию «По-жести», а 27 февраля в московском клубе Ray Just Arena состоялся концерт, приуроченный к воссоединению группы. 29 мая состоялась презентация видеоклипа на трек «Гудини», который является видеоприглашением на совместный концерт с группой Каспийский груз, прошедший 3 июля в Зелёном театре.
20 сентября 2015 года сразу после концерта Slim и Guf были задержаны ФСКН в Красноярске. 22 сентября Guf был осужден на шесть суток, а Slim — на пять суток (за употребление кокаина).
4 ноября 2015 года вышел четвёртый сольный альбом Гуфа, в котором присутствует совместный трек с Птахой и Слимом «На таран».

### 2016: «Система» и распад группы
15 февраля 2016 года группа официально объявила дату выхода своего нового альбома «Система». Предзаказ пластинки открылся 26 февраля, а в продажу он поступил 11 марта.
4 марта вышел сингл «Далеко», записанный совместно с поп-группой А’Студио, а 21 марта на неё вышел видеоклип.
11 марта 2016 года музыкальное издательство CD Land выпустило на компакт-дисках третий альбом группы Centr — «Система». Альбом был записан на студии «ЦАО Records». В записи альбома приняли участие группы «Каспийский груз» и А’Студио, а также участник группы «Константа», «Митя Северный». Музыку для альбома создал Slim (при участии RMJ, Blut, Maxus, M Prod, A’Studio, G Ponik, RMNV Beatworx, Daffy), а тексты каждый написал себе сам. 11 марта диск занял первое место по продажам в российском iTunes.
28 марта в рамках интервью для «Газета.ru» Guf, Slim и Птаха сообщили, что «Система», скорее всего, их последний альбом от имени группы.
30 апреля группа дала последний концерт и официально объявила о своём распаде. По словам участников, причиной можно назвать не только конфликты между участниками, но и творческое недопонимание.

### События после распада группы
С осени 2016 года бывшие участники коллектива, Слим и Гуф, продолжали давать совместные концерты в рамках нового проекта GuSli. В 2017 году они выпустили совместные альбомы GuSli и GuSli II.
6 февраля 2018 года состоялся рэп-баттл между Гуфом и Птахой на площадке Versus Battle. В одном из раундов Птаха объявил о том, что у Гуфа есть внебрачный сын. В судейском составе были рэпер Нигатив, DJ 108 (Балтийский Клан) и Баста. Победу одержал Guf. В Сети видео появилось 19 февраля.
В 2018 году Guf и Птаха дали интервью для документального фильма «BEEF: Русский хип-хоп».
19 мая 2022 года на онлайне-платформах Wink и More.tv вышла вторая серия документального проекта «Нулевые», посвящённая группе Centr. К проекту удалось привлечь всех участников коллектива — Гуфа, Слима и Птаху.

### Конфликты
В 2007 году группа выпустила песню «Про любовь», в которой Птаха говорит о том, что диссы — это не главное в рэпе. Противоречие песни состоит в том, что массовые оскорбления в адрес многих MC делают песню диссом. Также в этой песне Птаха упомянул баттл-рэперов Стима и Drago, чем спровоцировал последнего записать песню-ответ «По центру» и любительский видеоклип на неё. В этой песне Drago в шутливой форме оскорбил Птаху и остальных участников группы, заявив, что они пропагандируют кокаин («Я — спортсмен, пропагандирую бокс, группа Centr из Москвы пропагандирует кокс»), а их слушатели — наркоманы («три торчка собирают реально нехилые залы — неудивительно: наркоманов в России немало»). После этой песни было много видеороликов с обеих сторон и вызов на миксфайт от Птахи. После того, как миксфайт не состоялся, Drago записал трек «Хералаш 3».

## Критика
В 2007 году главный редактор портала Rap.ru, Андрей Никитин, делая обзор на «Качели», отметил среди недостатков альбома «активную пропаганду препаратов» и «огрехи в читке и рифмовке», а среди достоинств — «индивидуальность, выражающуюся во всём — тематике, стиле, сленге, идее, даже географии». Позже Никитин добавил, что альбом стал успешным за счёт «историй, в которых слушатели безошибочно угадывали себя, своих знакомых, сверстников».
В 2008 году главный редактор портала Rap.ru, Андрей Никитин, делая обзор на «Эфир в норме», назвал его сиквелом предыдущего альбома, в котором снова присутствуют тексты о наркотиках, «сюжетные линии начинают изнашиваться», а также гораздо меньше «интересных» куплетов Гуфа. В том же году Никитин назвал группу Centr «одним из главных явлений в российском хип-хопе последних лет».
В 2011 году главный редактор портала Rap.ru, Андрей Никитин, делая обзор на «Легенды про…Centr», заметил, что в этом альбоме участники группы Centr говорят о тех же самых темах, что и на предыдущих альбомах: «о замесах и об историях детства, о Москве и уличной романтике, о самих себе».

### Ретроспектива
В 2018 году портал Rap.ru разобрал альбом «Качели» на цитаты в своём интернет-опросе.
В 2020 году редакция портала The Flow в своём ретро обзоре назвала группу Centr «феноменом в андеграунде», который «прогремел так громко, что стал популярнее рэпа из телевизора».
В 2022 году портал The Flow написал о судьбах людей, которые создали альбом «Качели».

### Рейтинги
В январе 2012 года портал Rap.ru поместил альбом «Легенды про…Centr» в список «10 лучших русских альбомов».
В декабре 2016 года портал Rap.ru поместил альбом «Система» в список «20 лучших русских альбомов».
В 2019 году группа Centr заняла второе место в списке «Лучших рэп-групп в истории российского хип-хопа» по мнению читателей портала The Flow, где редакцией было представлено 75 групп.
В 2020 году альбом «Качели» вошёл в список двадцати главных рэп-альбомов 2000-х и 2010-х, составленный порталом The Flow.
В 2020 году редактор раздела «Музыка» журнала «Афиши Daily», Николай Овчинников, поместил видеоклип на песню «Город дорог» в список «25 главных хип-хоп-клипов на русском языке», назвав его «формулой для десятков дворовых подражателей, которым не удалось её повторить».

## Состав
- Guf(Алексей Долматов) — вокал, автор слов (2004—2009, 2014—2016)[8][9][10]
- Принцип (Николай Никулин) — вокал, автор слов (2004—2008)
- Птаха (Давид Нуриев) — вокал, автор слов (2005—2013, 2014—2016)
- Slim (Вадим Мотылёв) — вокал, автор слов и музыки (2006—2013, 2014—2016)
- DJ Shved (Илья Иванов) — диджей, звуковые эффекты (2007—2009)[66]
- DJ Cave — диджей, звукорежиссёр (2014—2016)

## Дискография

### Студийные альбомы
- 2007 — «Качели»
- 2008 — «Эфир в норме»
- 2016 — «Система»

### Совместные альбомы
- 2011 — «Легенды про…Centr» (Centr (Slim/Птаха) & Легенды про…)

### Синглы
- 2012 — «Собаки Павлова»
- 2014 — «Виражи»
- 2015 — «Гудини» (совместно с Каспийский груз)

### Демо-альбомы
- 2004 — «Подарок» (издан в 2011 году) (Guf/Princip)[6][7]

### Компиляции
- 2010 — «Лучшие песни»
- 2010 — «Полное собрание треков» (mp3, «Монолит»)
- 2024 — «The Best»

### Видео
- 2009 — «Эфир в норме (Концерт в Москве, Tuning Hall, 22 октября 2008)»
- 2010 — «Видеоклипы»

### Сольные альбомы участников
| Название                     | Участники            | Год выпуска |
| ---------------------------- | -------------------- | ----------- |
| «Город дорог»                | Guf                  | 2007        |
| «Холодно»                    | Slim                 | 2009        |
| «Ни о чём»                   | Птаха                | 2009        |
| «Дома»                       | Guf                  | 2009        |
| «Папиросы»                   | Зануда               | 2010        |
| «Баста/Гуф»                  | Guf & Баста          | 2010        |
| «Отличай людей»              | Slim                 | 2011        |
| «Азимут»                     | Slim & Константа     | 2011        |
| «Острова»                    | Принцип & Arxi       | 2011        |
| «Cen-Тропе»                  | Slim                 | 2012        |
| «Сам и...»                   | Guf                  | 2012        |
| «Старые тайны»               | Птаха                | 2012        |
| «Лото 33»                    | Slim                 | 2014        |
| «По Низам»                   | Зануда               | 2014        |
| «4:20»                       | Guf & Rigos          | 2014        |
| «Симфония номер 5»           | Slim & «Аффект Соло» | 2014        |
| «Фитовой»                    | Зануда               | 2015        |
| «Ещё»                        | Guf                  | 2015        |
| «Бодрый»                     | Зануда               | 2016        |
| «Ikra»                       | Slim                 | 2016        |
| GuSli                        | Guf & Slim           | 2017        |
| GuSli 2                      | Guf & Slim           | 2017        |
| «Место под солнцем»          | Slim                 | 2018        |
| «Место под луной»            | Slim                 | 2018        |
| «Free Base»                  | Птаха                | 2019        |
| «Тяжёлый люкс»               | Slim                 | 2019        |
| «Улей»                       | Slim & ВесЪ          | 2020        |
| «Дом, который построил Алик» | Guf & Murovei        | 2020        |
| «Новичок»                    | Slim                 | 2021        |
| «День»                       | Принцип              | 2021        |
| «Пару штрихов»               | Принцип & Magucci    | 2021        |
| «Самбо белого мотылька» EP   | Slim                 | 2021        |
| «Опять»                      | Guf                  | 2022        |
| «Поэты XXI века»             | Принцип & Latz       | 2022        |

### Участие
| Название                       | Год  | Другие исполнители     | Альбом                |
| ------------------------------ | ---- | ---------------------- | --------------------- |
| «Что успеем» (Remix by Naf)    | 2008 | Стриж                  | «Весы»                |
| «Трафик»                       | 2010 | Смоки Мо               | «Выход из темноты»    |
| «Я знаю»                       | 2011 | DJ Nik-One             | «proDUCKtion кассета» |
| «Осень»                        | 2013 | «Братубрат» и «Плеяда» | «Пока сквозит»        |
| «Город Дорог» и «Всем берегам» | 2013 | Баста                  | «Баста +»             |

### Песни, неизданные на альбомах Centr’а
В списке присутствуют и те песни, которые были изданы на сольных альбомах участников.
- 2007 — «Хлоп-хлоп»: Guf & Птаха (Guf — «Город дорог»)
- 2007 — «Свадьба»: Guf & Slim (Guf — «Город дорог»)
- 2007 — «Есть вопросы»: Guf & Slim (Guf — «Город дорог»)
- 2007 — «Мутные замуты»: Guf & Slim & Птаха (Guf — «Город дорог»)
- 2007 — «Не на экспорт» (неизданная версия): Guf & Slim & Птаха & Принцип
- 2007 — «9 месяцев» / «Зима» (неизданная версия): Guf & Slim & Птаха
- 2007 — «Легко ли быть молодым» (неизданная версия): Guf & Slim & Птаха
- 2008 — «Про любовь»: Птаха & Slim & Guf
- 2008 — «Что успеем» (Remix by Naf): Slim & Птаха & Стриж (Стриж — «Весы»)
- 2008 — «Около клуба» (Brooklyn Beatz Remix)
- 2009 — «Как Настроение?» (Полная версия): Guf & Slim & Птаха
- 2009 — «Воздух»: Slim & Птаха & Guf (Slim — «Холодно»)
- 2009 — «Луна»: Птаха & Slim & Витя АК & Стриж (Птаха — «Ни о чём»)
- 2009 — «Те дни» (вторая версия): Птаха & Guf (Птаха — «Ни о чём»)
- 2009 — «Имени Ленина» (неизданная версия): Guf & Slim
- 2009 — «Высота» (неизданная версия): Guf & Slim
- 2009 — «Отличай людей» (неизданная версия): Guf & Slim
- 2010 — «Пыль»: Птаха & Slim & «А’Студио»
- 2011 — «Те дни» (версия 2010): Slim & Птаха (Slim — «Отличай людей»)
- 2011 — «Я знаю»: Slim & Птаха & DJ Nik-One (DJ Nik-One — «proDUCKtion кассета»)
- 2012 — «Просто деньги» (неизданная версия, prod. by Dani): Птаха & Slim & «Легенды про…»
- 2012 — «Собаки Павлова»: Slim & Птаха
- 2012 — «Надо успокоиться»: Slim & Птаха (Slim — «Cen-Тропе»)
- 2012 — «Вдох-выдох»: Птаха & Slim (Птаха — «Старые тайны»)
- 2013 — «Осень»: Slim & Птаха & «Братубрат» («Братубрат» и «Плеяда» — «Пока сквозит»)
- 2014 — «Зимняя»: Slim & Guf & «Каспийский груз» («Каспийский груз» — «Пиджакикостюмы»)")
- 2014 — «Город-Убийца»: Зануда & Guf (Зануда — «По Низам»)
- 2014 — «Виражи»: Slim & Птаха & Guf
- 2015 — «Виражи»: Slim & Птаха & Guf (Пересведенная версия трека, сведение by. Naf)
- 2015 — «Гудини»: Slim & Птаха & Guf & «Каспийский груз»
- 2015 — «Нюни 2» (До альбомная версия): Guf & Птаха & Slim
- 2015 — «На таран»: Slim & Guf & Птаха (Guf — «Ещё»)

## Фильмография
Документальные фильмы
- 2009 — Документальный сериал «Хип-хоп в России: от 1-го лица». Серия 032: Гуф / Guf
- 2010 — Документальный сериал «Хип-хоп в России: от 1-го лица». Серия 072—074: Slim
- 2019 — «BEEF: Русский хип-хоп» (Guf и Птаха)
- 2022 — «Нулевые. Рэп» (Centr)

Видеоклипы
- 2008 — «Город дорог» (при участии Басты)
- 2008 — «Трафик» (при участии Смоки Мо)
- 2008 — «Ночь»
- 2009 — «Зима»
- 2009 — «Легко ли быть молодым»
- 2011 — «Всё будет» (при участии П. Ё.С.)
- 2011 — «Те дни»
- 2011 — «Понедельник»
- 2011 — «Аутро»
- 2011 — «Дорог город»
- 2012 — «Просто деньги» (при участии «Легенды про…»)
- 2012 — «Собаки Павлова»
- 2013 — «Дядя Федя»
- 2014 — «Виражи»
- 2015 — «По жести»
- 2015 — «Гудини» (при участии «Каспийский груз»)
- 2015 — «Нюни 2»
- 2016 — «Далеко» (при участии «А’Студио»)

Концертное видео
- 2009 — «Centr: Эфир в норме»[71][72]

## Награды
- В 2008 году группа победила в номинации «Лучший хип-хоп-проект» на церемонии MTV Russia Music Awards за «Город дорог» (при участии Басты)[2].
- В 2009 году «Эфир в норме» был выбран читателями портала Rap.ru «Лучшим альбомом 2008 года», а сама группа названа «Артистом года». Помимо этого видеоклип на песню «Ночь» оказался «Лучшим клипом 2008 года», а победа группы Centr на MTV Russia Music Awards стала «Событием года»[13][14].
- В 2010 году распад группы Centr стал «Хип-хоп-событием года» на первой национальной премии в области хип-хоп-культуры Russian Street Awards 2010[11][73].
- В 2012 году альбом «Легенды про…Centr» был выбран участниками интернет-голосования «Лучшим альбомом года» на хип-хоп-премии Stadium RUMA 2012[15].